# 克斯利
克斯利（英語：Kearsley）是一座英国小镇，位于大曼徹斯特郡博爾頓都市自治市。2011年人口普查的人口为14,212人。
克斯利位于沃克登西部、懷特菲爾德东部、法恩沃斯北部、克利夫頓南部。

## 历史

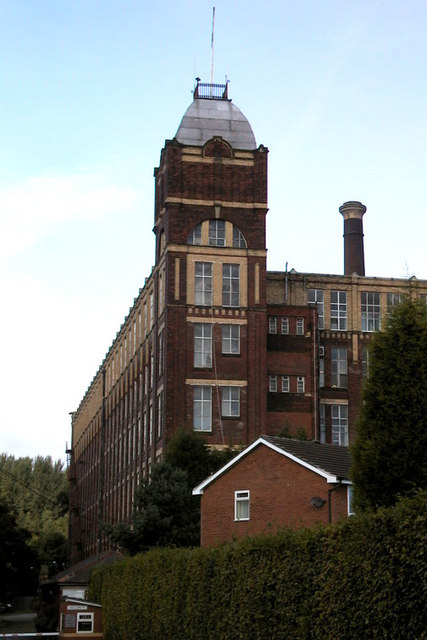
Kearsley Mill, a former cotton mill at Stoneclough.

## 经济
曼彻斯特路（A666）有一个小购物区和一些孤立的商店。

## 教育
的学校由博尔顿教育局管理。
四所小学都在博尔顿教育局的指导下：
- 西克斯利小学
- 英国圣约翰教堂小学
- 主轴点学校
- the church attached St Stephen's Church of England Primary School

## 政治
克斯利位于東南博爾頓 (英國國會選區)。
2007年克斯利的地方议员是自由民主党 (英国)。

## 图片

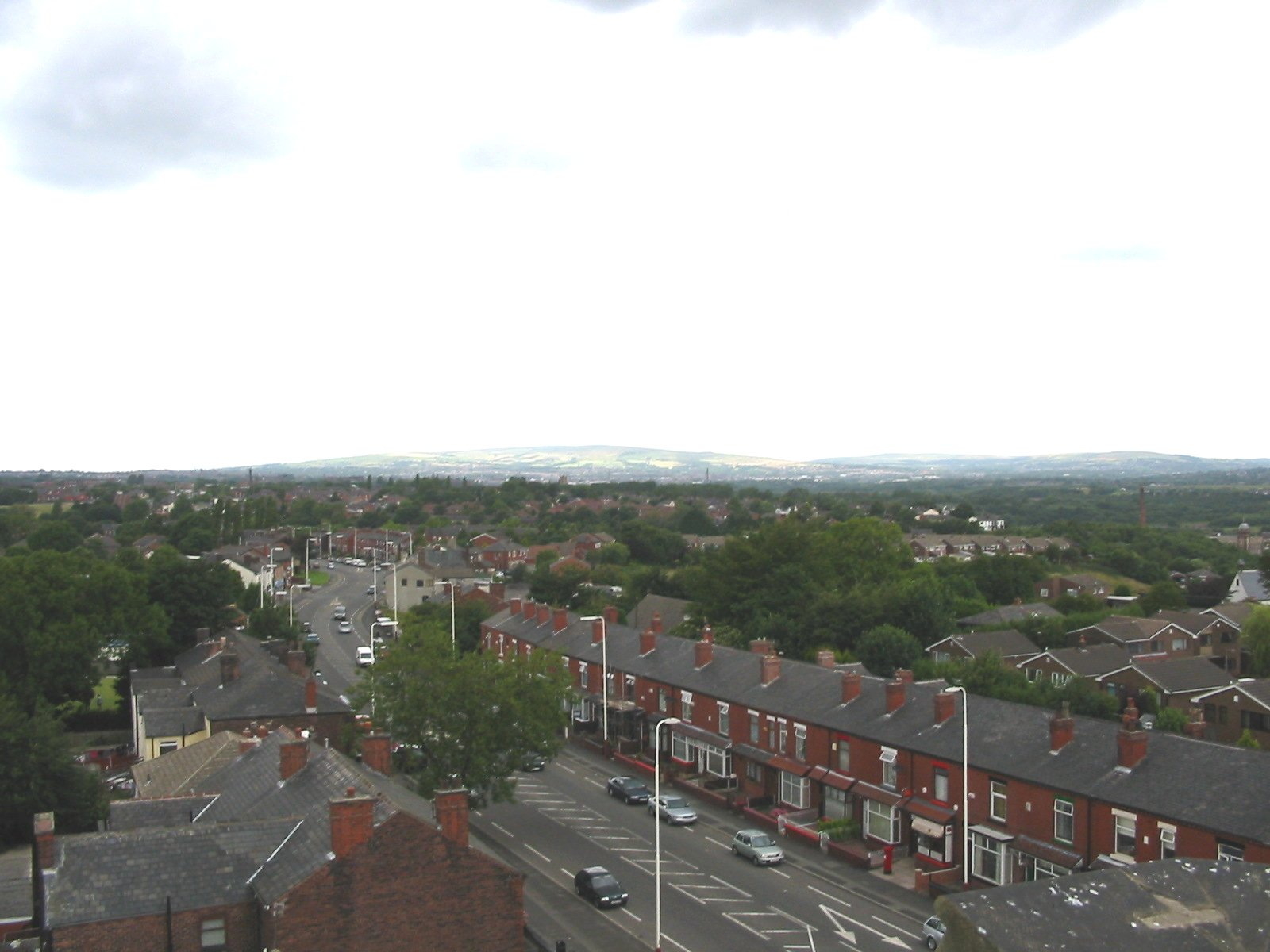
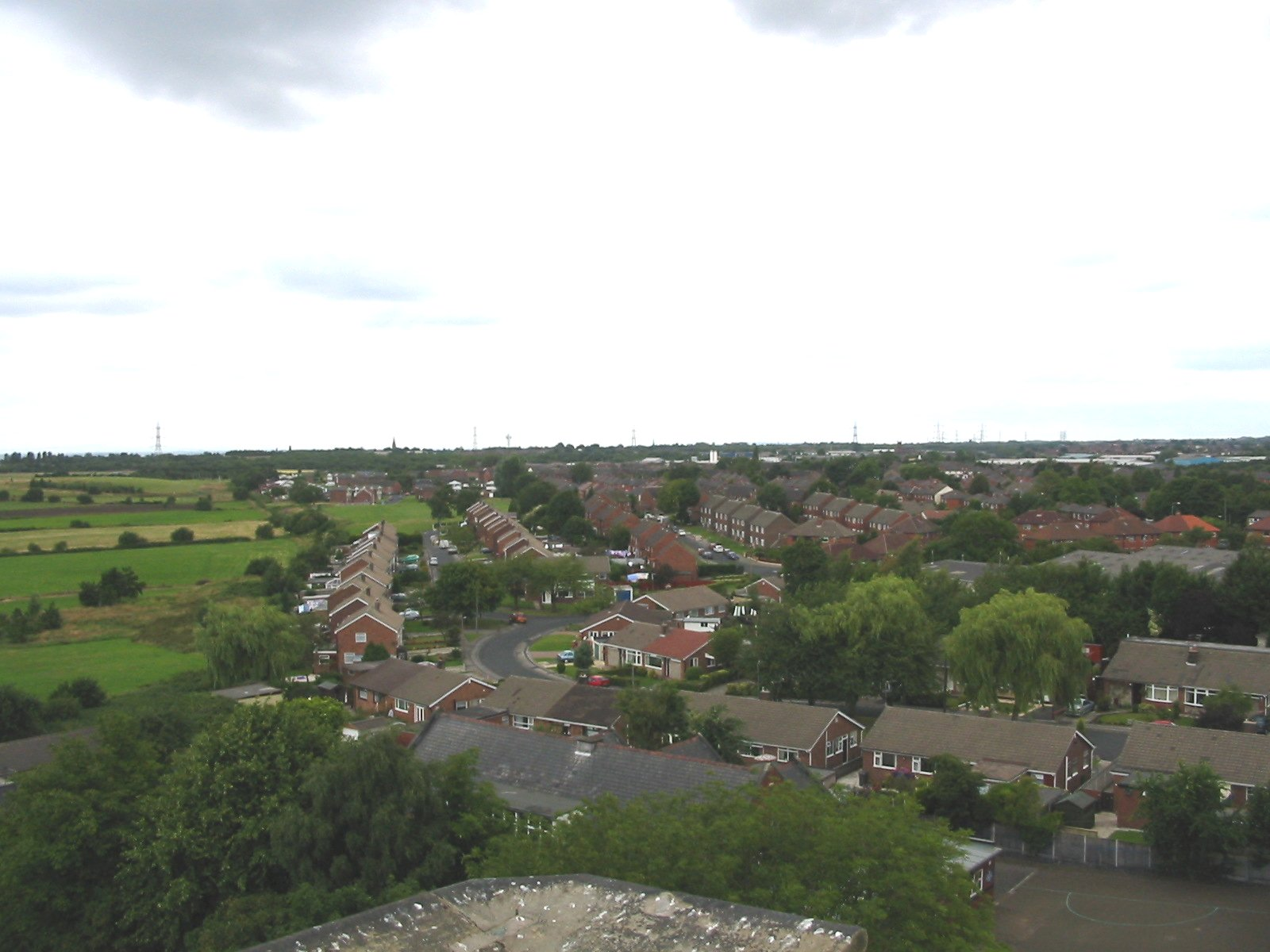
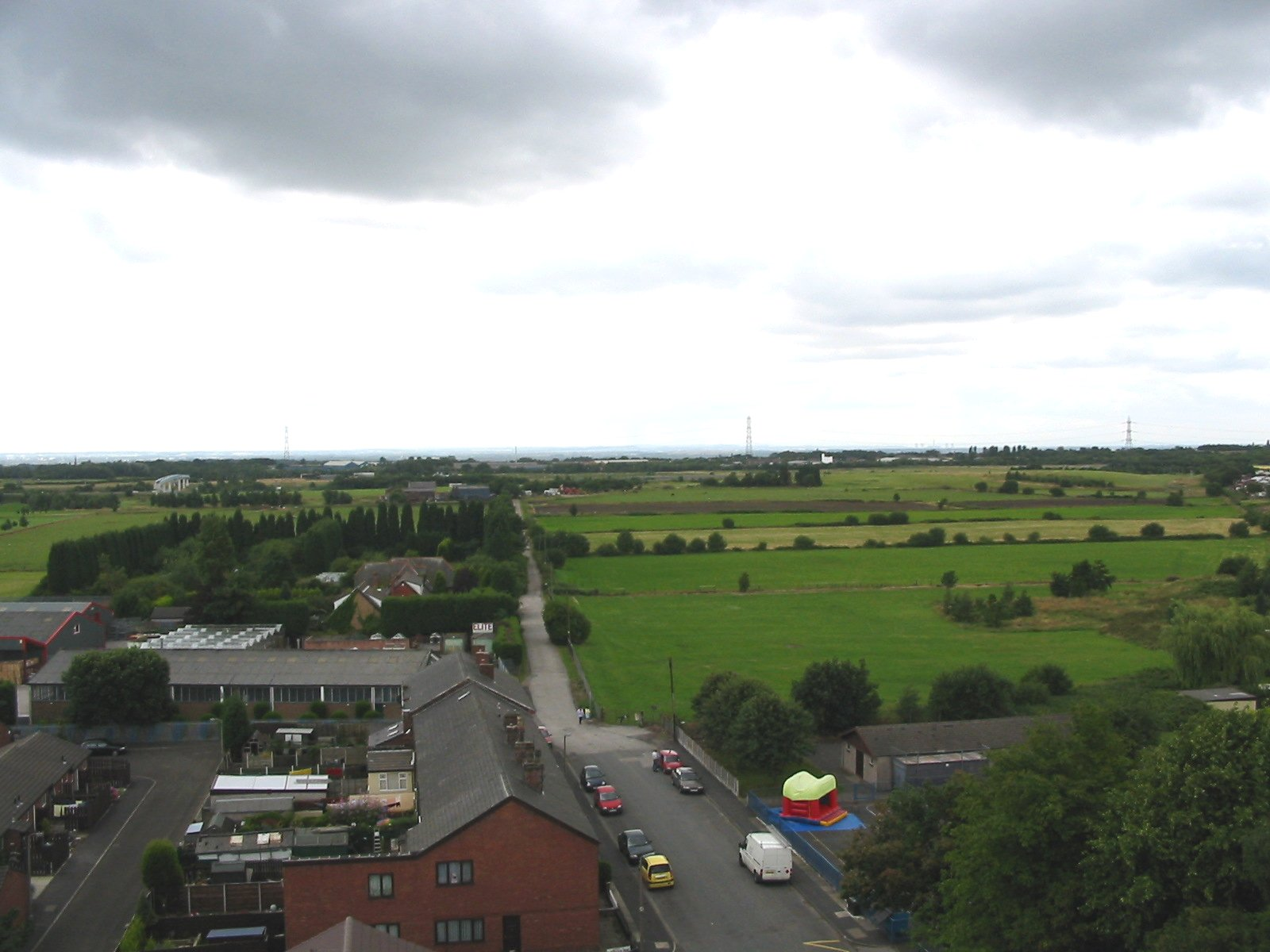
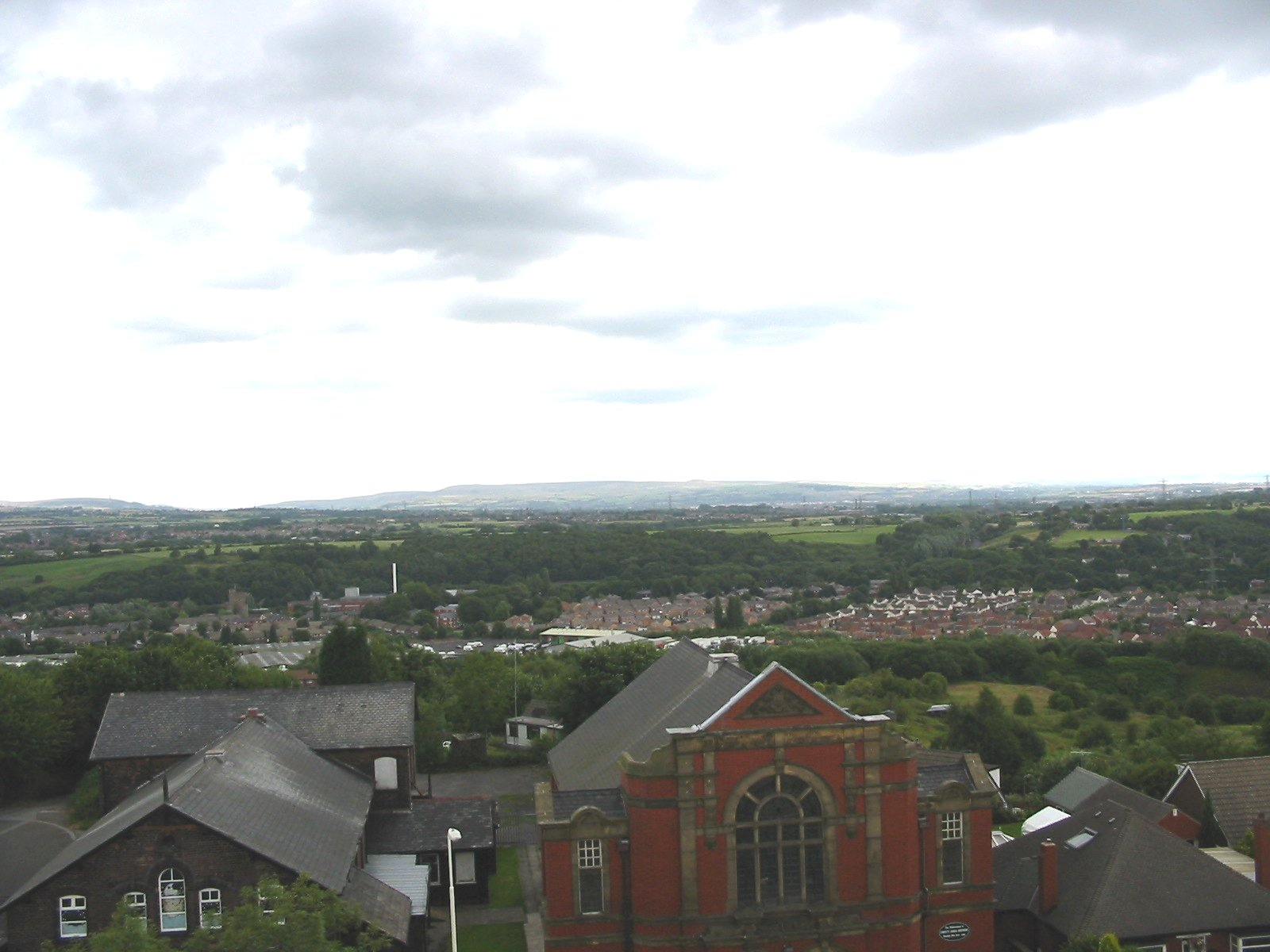
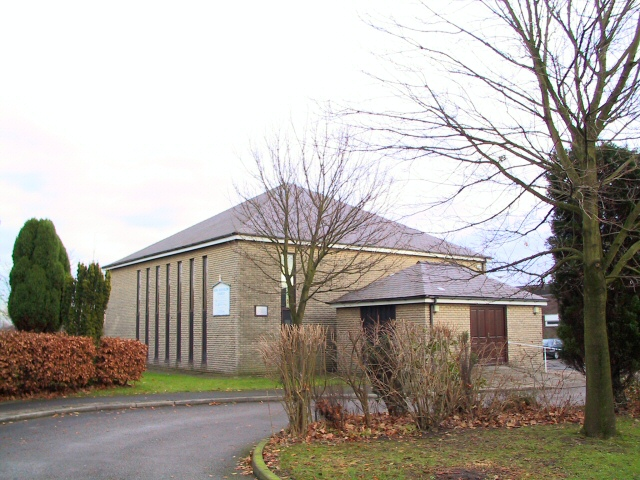